# Heinrich Waentig
Heinrich Eugen Waentig (21 mars 1870 – 22 décembre 1943) est un économiste et politicien allemand qui fut conseiller étranger au Japon pendant l'ère Meiji.

## Biographie
Waentig voit le jour en 1870 à Zwickau en royaume de Saxe. De 1888 à 1893, il étudie tour à tour à l'université de Munich, de Berlin, de Leipzig et de Vienne. Il obtient un doctorat en économie puis voyage aux États-Unis et en Asie de l'Est.
Il termine son habilitation en 1895 à l'université de Marbourg, et devient Privat-docent. Dans les années suivantes, il est nommé professor extraordinarius, puis zum professor ordinarius à l'université de Greifswald. En 1902, il se déplace  l'université de Münster, puis à celle de Halle en 1904.
Waentig est recruté par le gouvernement de Meiji en qualité de conseiller étranger, et il part enseigner l’économie politique et la finance à l'université impériale de Tokyo de 1909 à 1913. L'une des raisons pour lesquelles il est choisi était qu'il parle couramment anglais. 
En 1913, Waentig est rappelé par le ministère prussien de l'Éducation, et il retrouve sa chaire à l'université de la Halle jusqu'en 1933. En 1920, il est élu au landtag de Prusse dans le parti social-démocrate d'Allemagne (SPD). En 1927, il devient haut président de la province de Saxe, puis ministre prussien de l'Intérieur en mars 1930. Après un conflit avec le SPD en 1931, il démissionne du parti. 
Il meurt à Baden-Baden en 1943 à l'âge de 73 ans.

## Œuvres
- Gewerbliche Mittelstandspolitik. Eine rechtshistorisch-wirtschaftspolitische Studie auf Grund österreichischer Quellen Leipzig: Duncker & Humblot 1898.
- Die japanische Revolution 1867 (The Japanese revolution of 1867). Bonn/Leipzig: K. Schroeder 1920.
- Herausgabe: Sammlung sozialwissenschaftlicher Meister. Jena: Gustav Fischer; Aalen: Scientia Verlag 1903-1910.

## Source
- (en) Cet article est partiellement ou en totalité issu de l’article de Wikipédia en anglais intitulé « Heinrich Waentig » (voir la liste des auteurs).